# Oplachantha albihirta
Oplachantha albihirta är en tvåvingeart som beskrevs av James 1977. Oplachantha albihirta ingår i släktet Oplachantha och familjen vapenflugor.
Artens utbredningsområde är Colombia. Inga underarter finns listade i Catalogue of Life.